# Vasselin
Vasselin ist eine französische Gemeinde mit 462 Einwohnern (Stand: 1. Januar 2022) im Département Isère in der Region Auvergne-Rhône-Alpes. Sie gehört zum Arrondissement La Tour-du-Pin und ist Teil des Kantons Morestel.

## Geografie
Vasselin liegt etwa 50 Kilometer ostsüdöstlich von Lyon. Umgeben wird Vasselin von den Nachbargemeinden Vézeronce-Curtin im Norden, Saint-Sorlin-de-Morestel im Osten und Nordosten, Dolomieu im Süden und Südosten sowie Vignieu im Westen.

## Bevölkerungsentwicklung
| Jahr                       | 1962 | 1968 | 1975 | 1982 | 1990 | 1999 | 2006 | 2017 |
| -------------------------- | ---- | ---- | ---- | ---- | ---- | ---- | ---- | ---- |
| Einwohner                  | 217  | 160  | 171  | 202  | 239  | 300  | 378  | 474  |
| Quellen: Cassini und INSEE |      |      |      |      |      |      |      |      |

## Sehenswürdigkeiten
- Kirche Saint-Eusèbe